# Nerites

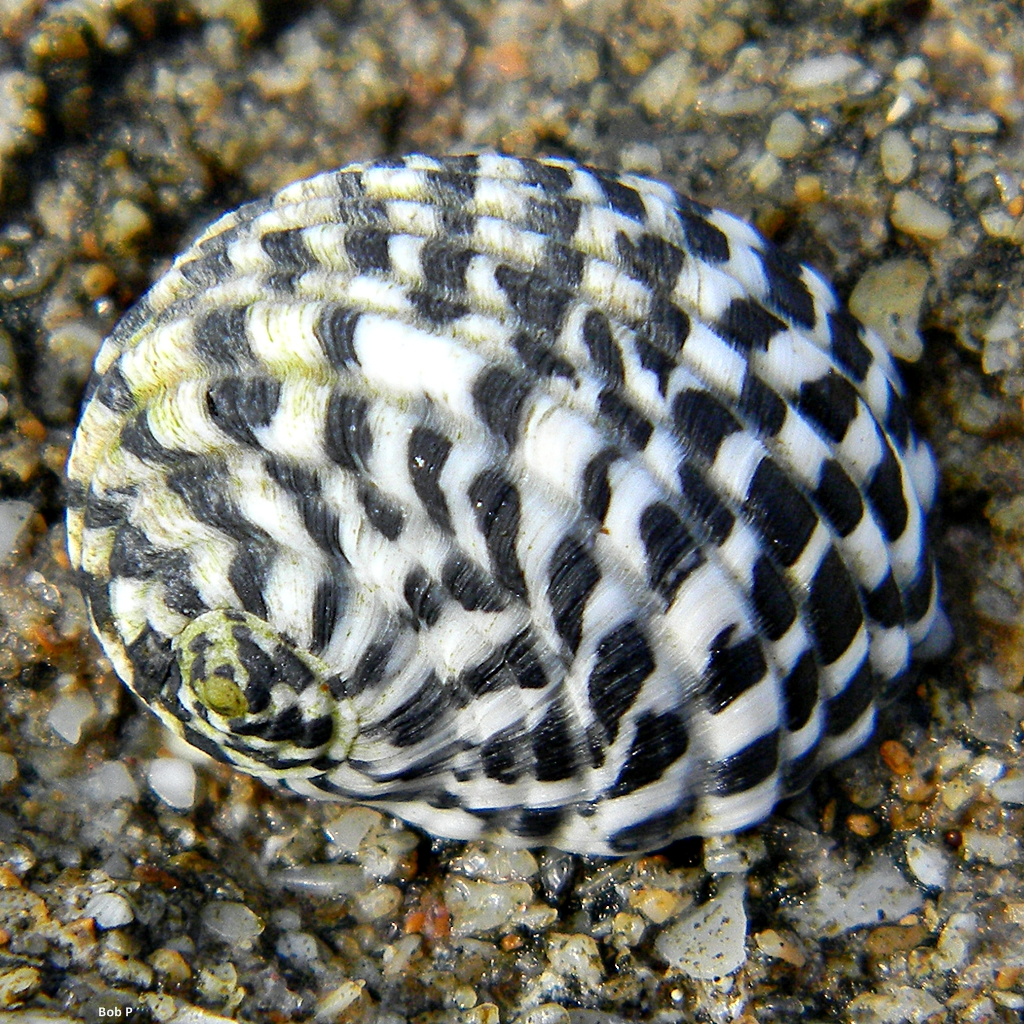
Eine Metamorphose des Nerites: Nerita tessellata aus der Familie der Neritidae

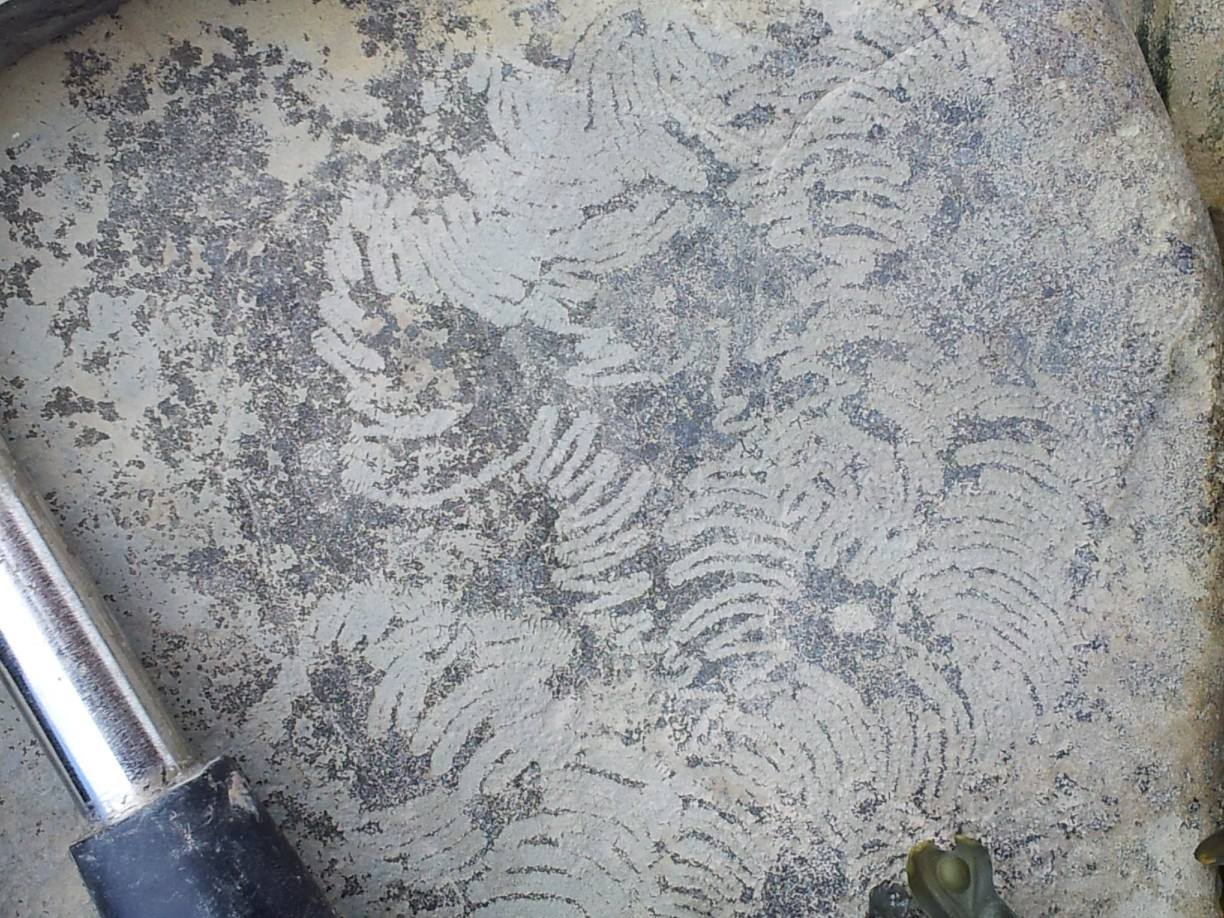
Fossile Fress- und Weidespuren: Nereites irregularis

Nerites, der, Altgriechisch: Νηρίτης, Deutsch und Latein: Nē'ritēs, ist in der griechischen Mythologe eine untergeordnete Meeresgottheit im Umfeld der Nereus-Familie. Männername, Name von Seeschnecken (wissenschaftlich: Neritidae) und fossilen Weidespuren (wissenschaftlich: Nereites).

## Etymologie
Sprachgeschichtlich steckt im Namen wie auch bei Nereus, Nereiden die Wortwurzel νε, νη, να (ne, nē, na), aus der Wörter gebildet werden für alles, was schwimmt, fließt, flutet und wässrig ist: νέειν schwimmen, ναῦς Schiff, νᾶμα Flüssigkeit, νῆσος Insel (schwimmt im Meer), neugriechisch: νερό für Wasser, Regen. Der aus der Wurzel gebildete Wortstamm nēr formt mit dem Suffix itēs das Adjektiv nēritēs, zum Wasser gehörig, substantiviert den Namen Nerites.

## Familie und Beziehungen
Eltern sind Nereus und die ozeanische Doris; Großeltern väterlicherseits sind Pontos und Gaia, mütterlicherseits Okeanos und die titanische Tethys. Er ist der einzige Bruder seiner fünfzig Schwestern, der Nereiden. Von Aphrodite geliebt, Wagenlenker und Liebhaber des Poseidon, möglicherweise von Helios bestraft.

## Zwei Märchen
Die einzige Quelle, Aelian, liefert zwei Versionen, die beide mit seiner Verwandlung (Metamorphose) in eine Schnecke schließen. Beide sind aitiologische Erzählungen, die die Entstehung der Schnecke erklären, und beide gehören zu den mythologischen Rachegeschichten der aus Hybris (hier gegenüber Aphrodite oder Helios) erzürnten höherstehenden Götter. Da Nerites weder bei Homer noch Hesiod vorkommt, handelt es sich um spätere, die alten Mythen weiterspinnende Erzählungen, angelehnt an Nereus, sie sind den märchenhaften Seefahrer- und Fischergeschichten (Aelian: λόγοι θαλάττιοι, Meereserzählungen) zuzuordnen.
Erstes Märchen, die Rache der Aphrodite: 
Sie liebte ihn, als sie noch im Meer lebte. Als sie auf Zeus’ Geheiß zum Olymp aufsteigen musste, wollte sie ihn mitnehmen und schenkte ihm Flügel. Nerites lehnte ab (Hybris: Wunsch der Göttin abgelehnt), die Göttin erzürnte sich, nahm ihm die Flügel wieder weg und verwandelte ihn in eine Schnecke. Die Flügel gab sie Eros und nahm nun diesen als Begleiter mit.
Zweites Märchen, die Rache des Helios: 
Zum anderen liebte ihn Poseidon, der ihn auf seinen Fahrten durch das Meer mitnahm und im Lenken des Wagens unterwies. Er erlangte dabei dieselbe Perfektion und Schnelligkeit Poseidons. Darüber erzürnte sich der Sonnengott Helios und verwandelte ihn. Warum er verärgert war, wird nicht berichtet. Wie auch bei anderen Verwandlungssagen könnte ein Wettkampf vorausgegangen sein, in dem Nerites den Sieg davongetragen oder sich zumindest seiner Schnelligkeit gerühmt hatte (Hybris: besser als Helios), was der höherstehende Gott nicht akzeptieren konnte. Aelian vermutet, Helios habe ihn ebenfalls, aber vergeblich begehrt und sich deshalb an ihm gerächt.